# Giovanni Battista Gori Pannilini
Giovanni Battista Gori Pannilini (auch Giovanni Battista Gori Panellini oder Giovanbattista Gori Pannellini; * 1604 in Siena; † 1662) war ein italienischer katholischer Geistlicher und Bischof von Grosseto.

## Leben

### Herkunft und frühe Jahre
Er war der Sohn von Fabio de’ Gori und dessen Frau Porzia Pannilini. Giovanni Battista Gori Pannillini empfing die Priesterweihe und wurde zum Doctor iuris utriusque promoviert. Am 4. September 1626 wurde er Referendar an den Gerichtshöfen der Apostolischen Signatur. Im Jahr 1634 wurde er zum Vize-Legaten von Kardinal Benedetto Ubaldi für Bologna ernannt. Auch unter Kardinal Giulio Cesare Sacchetti war er Vize-Legat.

### Werdegang
Am 13. April 1639 ernannte ihn Papst Urban VIII. zum Inquisitor für Malta, wo er zudem die Aufgaben eines päpstlichen Nuntius wahrnehmen sollte. Dort kam er am 6. Juni desselben Jahres an. Diese Aufgabe sollte sich als wesentlich schwieriger herausstellen als seine vorangehende. Das Amt war wichtig und von einem gewissen Prestige, da Fabio Chigi, ebenfalls ein Sienese, der spätere Papst Alexander VII., ihm von 1634 bis 1639 in dieser Aufgabe vorausgegangen war und Antonio Pignatelli, der später als Innozenz XII. Papst wurde, ihm nachfolgte. Dennoch konnte Giovanni Battista Gori Pannillini dieser Position nichts abgewinnen, sowohl wegen der Entfernung von Rom als auch wegen einiger Meinungsverschiedenheiten mit den Malteserrittern und mit dem Bischof von Malta. Während der sieben Jahre, die er von 1639 bis 1646 auf Malta verbrachte, bat er oft darum, von dieser Aufgabe entbunden zu werden. Seine Bitten fanden in Rom zunächst wenig Beachtung, bis sie besonders nachdrücklich wurden, weil er heimlich gewarnt worden war, dass wegen der Inhaftierung bestimmter Prostituierter ein Anschlag auf sein Leben geplant war. Er erhielt am 8. September 1646 die Erlaubnis, die Insel zu verlassen, und reiste Anfang Oktober desselben Jahres ab, wobei er den Bischof von Malta Miguel Balaguer Camarasa bis zur Ankunft des neuen Inquisitors als Stellvertreter zurückließ.
Die Urteile während seiner Tätigkeit als Richter waren umstritten. Ihm wurde vorgeworfen, bestimmte Fälle mit äußerster Härte beurteilt und ungerecht gehandelt zu haben. Noch Jahre nach seiner Abreise aus Malta trafen in Rom Beschwerden und Entschädigungsanträge von jenen ein, die, nachdem er sie verurteilt hatte, später für unschuldig befunden wurden. Die Kongregation des Heiligen Offiziums musste einige seiner Urteile mildern oder sogar widerrufen, während andere überprüft wurden. Auf der anderen Seite hatte er auch positive Ergebnisse erzielt. So hatte er die Bitten der Malteser unterstützt, der Heilige Stuhl möge die Vorzüge der Insel nicht Ausländern zugutekommen lassen. Vor allem aber hatte er die Befreiung des Erzbischofs Antonio Marullo von Manfredonia erreicht, der von französischen Piraten gefangen genommen worden war, welche er mit dem Angebot von Kleidung, Geld und anderen Bedarfsgütern zur Freilassung des Erzbischofs bewegen konnte.
1647 wurde Giovanni Battista Gori Pannillini vom Großherzog der Toskana, Ferdinand II., als Botschafter an den Hof des spanischen Königs Philipp IV. nach Spanien entsandt. Er war von Dezember 1647 bis September 1648 als residierender Botschafter akkreditiert. Tatsächlich verließ er Genua am 16. Januar 1648, landete mit einem englischen Schiff in Alicante und traf um den 10. Februar desselben Jahres in Madrid ein. Dort nahm er September 1648 diplomatische Aufgaben wahr.

### Letzte Jahre und Tod
Am 1. März 1648 (nicht 1649, wie mitunter zu lesen ist) ernannte Papst Innozenz X. ihn zum Bischof von Grosseto, was er bis zu seinem Tode blieb. Er starb 1662 und wurde in der Familienkapelle in Siena beigesetzt.